# 溫睿臨
溫睿臨（？—？），字鄰翼，一字哂園，清朝烏程（今浙江湖州市）人。
生卒年不詳（有说生于顺治末年，即大约不晚于公元1661年），系明末崇祯年间首辅溫體仁的族孫。博览群书，长於文史。康熙四十四年（1705年）舉人，曾官内阁中书。個性亢直，喜歡當面損人。與萬斯同有交情，萬斯同赴京編修《明史》時，常與溫氏討論。由於《明史》對於南明歷史“紀載寥寥，遺缺者多”，萬斯同鼓勵他能從南明史下手，“已奉有各种野史悉行送部，不必以忌讳为嫌之令矣，采而辑之”。温睿临遂裒聚野史《绥寇纪略》等40余种，著有《南疆逸史》，另有《吾征錄》、《均役全书》、《游西山吟稿》若干卷，皆不傳。